# Староживотинное
Староживотинное — село в Рамонском районе Воронежской области. Входит в состав Айдаровского сельского поселения.

## География
Село расположено в 2 км на юго-запад от центра поселения села Айдарова и в 7 км от райцентра посёлка Рамонь.
Улицы
| - ул. Абрикосовая - ул. Артамонова - ул. Березовая - ул. Благодатная - ул. Большая арена - ул. Бульварная - ул. Весенняя - ул. Виноградная - ул. Вишневая - ул. Владимира Семенова - ул. Воронежская - ул. Восточная - ул. Гагарина - ул. Грибная - ул. Грушевая - ул. Дворянская - ул. Депутатская - ул. Дивнолесная - ул. Дорожная - ул. Дорожная-2 - ул. Достоевского - ул. Дубравная - ул. Живописная | - ул. Жукова - ул. Заповедная - ул. Заречная - ул. Звездная - ул. Зеленая - ул. Каштановая - ул. Коммунаров - ул. Кооперативная - ул. Лесная - ул. Лесная-2 - ул. Липовая - ул. Луговая - ул. Льва Толстого - ул. Малая арена - ул. Малиновая - ул. Мирная - ул. Молодежная - ул. Никитинская - ул. Норильская - ул. Озерная - ул. Песчаная - ул. Полевая | - ул. Полярная - ул. Приозерная - ул. Прудовая - ул. Радужная - ул. Раздольная - ул. Раменская - ул. Раменская 1-я - ул. Раменская 2-я - ул. Раменская 3-я - ул. Раменская 4-я - ул. Рамонская - ул. Римская 1-я - ул. Римская 2-я - ул. Рябиновая - ул. Садовая - ул. Садовая-2 - ул. Санникова - ул. Северная - ул. Североморцев - ул. Сиреневая - ул. Солнечная - ул. Сосновая | - ул. Спартанская 1-я - ул. Спартанская 2-я - ул. Спокойная - ул. Спортивная - ул. Степная - ул. Театральная 1-я - ул. Театральная 2-я - ул. Тенистая - ул. Тополиная - ул. Тургенева - ул. Урожайная - ул. Урочище Долгое - ул. Утренняя - ул. Фамильные усадьбы - ул. Цветочная - ул. Центральная - ул. Центральная 2-я - ул. Чехова - ул. Южная - ул. Ягодная | - пер. Грибной - пер. Дорожный - пер. Звездный - пер. Островского - пер. Песчаный - пер. Полевой - пер. Приозерный - пер. Радужный - пер. Раменский 1-й - пер. Раменский 4-й - пер. Северный - пер. Сельский - пер. Сиреневый - пер. Утренний - пер. Центральный - пер. Южный |

## История
Село Староживотинное возникло в конце XVI века на ручье Животинном, вода которого считалась целебной. В Писцовой книге 1615 года говорится: ...в деревне на Животинном колодезе 36 дворов»... История села неразрывно связана с историей крупных землевладельцев Веневитиновых. В 1622 году атаман Терентий Веневитинов был жалован землей близ этого починка. В 1672 году Животинное стало селом с Архангельской церковью. В мае 1703 года деревянную церковь Михаила Архангела перенесли из Староживотинного в село Новоживотинное. Между 1696–1709 годами в селе была построена вторая деревянная церковь Иоанна Предтечи. Рассказывают, что построению ее содействовал Петр I, который иногда бывал в этом селе, потому что здесь рубили и пилили лес для кораблей, а село со всех сторон было окружено лесом. В 1789 году в селе построена каменная церковь Иоанна Предтечи на средства владельца усадьбы Н.М. Оленина. В середине XIX века расширен на средства купца М.М. Попова. Имел два придела – во имя Святой Троицы и во имя апостола Симона Зилота. В начале 1930–х годов храм был закрыт. Помещение использовалось как склад химикатов.
В конце XIX — начале XX века село входило в состав Березовской волости Воронежского уезда Воронежской губернии. С 1928 года село входило в состав Айдаровского сельсовета Березовского района, с 1965 года — Рамонского района.

## Население
| 1859 | 2010 |
| ---- | ---- |
| 207  | ↘179 |

## Достопримечательности
В селе расположена Церковь Усекновения главы Иоанна Предтечи (1789).

## Археология
На мысу правого берега реки Воронеж в 3,5 км от села Староживотинное находится Животинное городище, заселение которого славянами произошло во второй половине VIII века. Славяне Животинного городища торговали с населением салтово-маяцкой культуры и участвовали в транзитной сухопутной торговле по пути из Булгара в Киев. Во второй половине X века переселившиеся со Среднего Дона славяне принесли на Животинное городище характерный орнамент на керамике в виде веревочного штампа. Древнерусский посёлок, возникший на славянском Животинном городище, был кратковременным, основное время его бытования относится к первой половине XIII века.